# Tatiana Stetsenko
Tatiana Stetsenko (nacida como Tatiana Buniak, 7 de febrero de 1957) es una deportista soviética que compitió en remo.
Participó en los Juegos Olímpicos de Moscú 1980, obteniendo una medalla de plata en la prueba de ocho con timonel. Ganó tres medallas en el Campeonato Mundial de Remo entre los años 1977 y 1979.

## Palmarés internacional
| Juegos Olímpicos   | Juegos Olímpicos          | Juegos Olímpicos | Juegos Olímpicos |
| Año                | Lugar                     | Medalla          | Prueba           |
| ------------------ | ------------------------- | ---------------- | ---------------- |
| 1980               | Moscú (URSS)              | Medalla de plata | Ocho con timonel |
| Campeonato Mundial |                           |                  |                  |
| Año                | Lugar                     | Medalla          | Prueba           |
| 1977               | Ámsterdam (Países Bajos)  | Medalla de plata | Ocho con timonel |
| 1978               | Cambridge (Nueva Zelanda) | Medalla de oro   | Ocho con timonel |
| 1979               | Bled (Yugoslavia)         | Medalla de oro   | Ocho con timonel |